# Église Saint-Jacques de Tournai
Pour les articles homonymes, voir Église Saint-Jacques.
L'église Saint-Jacques s'élève dans la rue du Palais Saint-Jacques à Tournai, en Belgique.

## Prélable
L'église est bâtie sur le site d'une chapelle romane dont une attestation remonte à 1167 mais dont la première mention est notifiée dans une bulle du pape Clément III (du 12 juin 1190).

## Historique

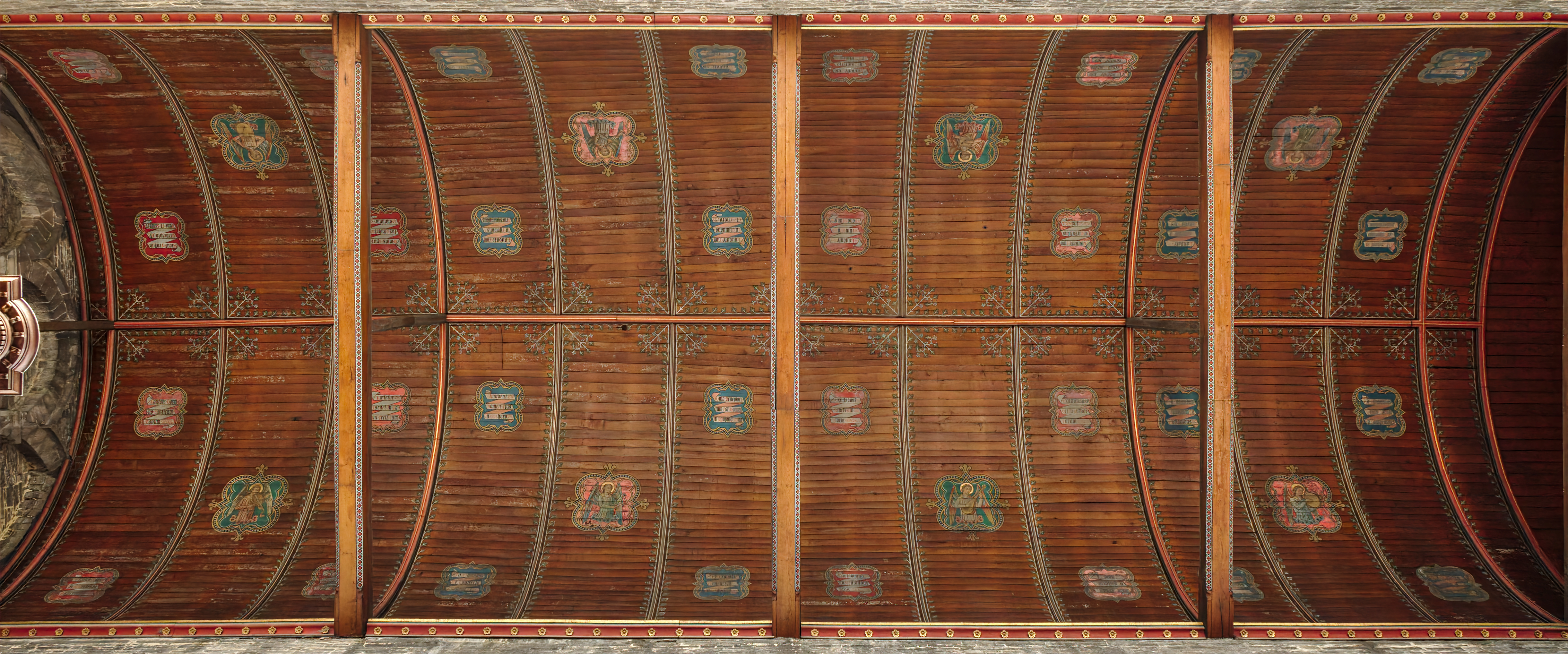
Plafond de l'église Saint-Jacques, à Tournai.

L'actuel édifice, construit entre la fin du XIIe siècle et le début du XIIIe siècle, conserve sa charpente et sa structure d'origine dont le style est propre à Tournai avec des éléments tels que ses colonnes aux chapiteaux ornés de motifs végétaux.
Le chœur fut agrandi en 1368 et est flanqué de deux chapelles latérales. Une large partie du mobilier actuel, de style néogothique, fut acquise par la paroisse lors de la campagne de restauration du XIXe siècle. En 2010, une nouvelle campagne de restauration a débuté, centrée sur le chevet et les vitraux.
L'église Saint-Jacques est inscrite au patrimoine immobilier exceptionnel de la Wallonie.
Les caractéristiques de l'architecture religieuse à Tournai se retrouvent ici : lignes nettes et sobres, harmonie de l'ensemble et adjonction de nombreuses galeries largement ajourées sous la flèche octogonale du clocher. Le chœur de 1368 ouvre le temps des ajouts et modifications. La grande restauration du XIXe siècle a rendu son âme à son église dont les vitraux sont à recommander ainsi que les testaments sur lames de cuivres et le mobilier typique de cette époque.
Dans le baptistère, Collection de reliquaires BAKOTA du Gabon de la Fondation Desnouckpol.

## Aspects religieux
La dédicace à Saint-Jacques trouverait son origine dans le pèlerinage de Saint-Jacques-de-Compostelle. Au XIIe siècle, ce pèlerinage était plus important qu'aujourd'hui et Tournai constituait une étape sur le chemin menant de Bruxelles à Paris qui précède ainsi la Via Turonensis ; Tournai était alors métropole épiscopale.

## Architecture et mobilier notoires

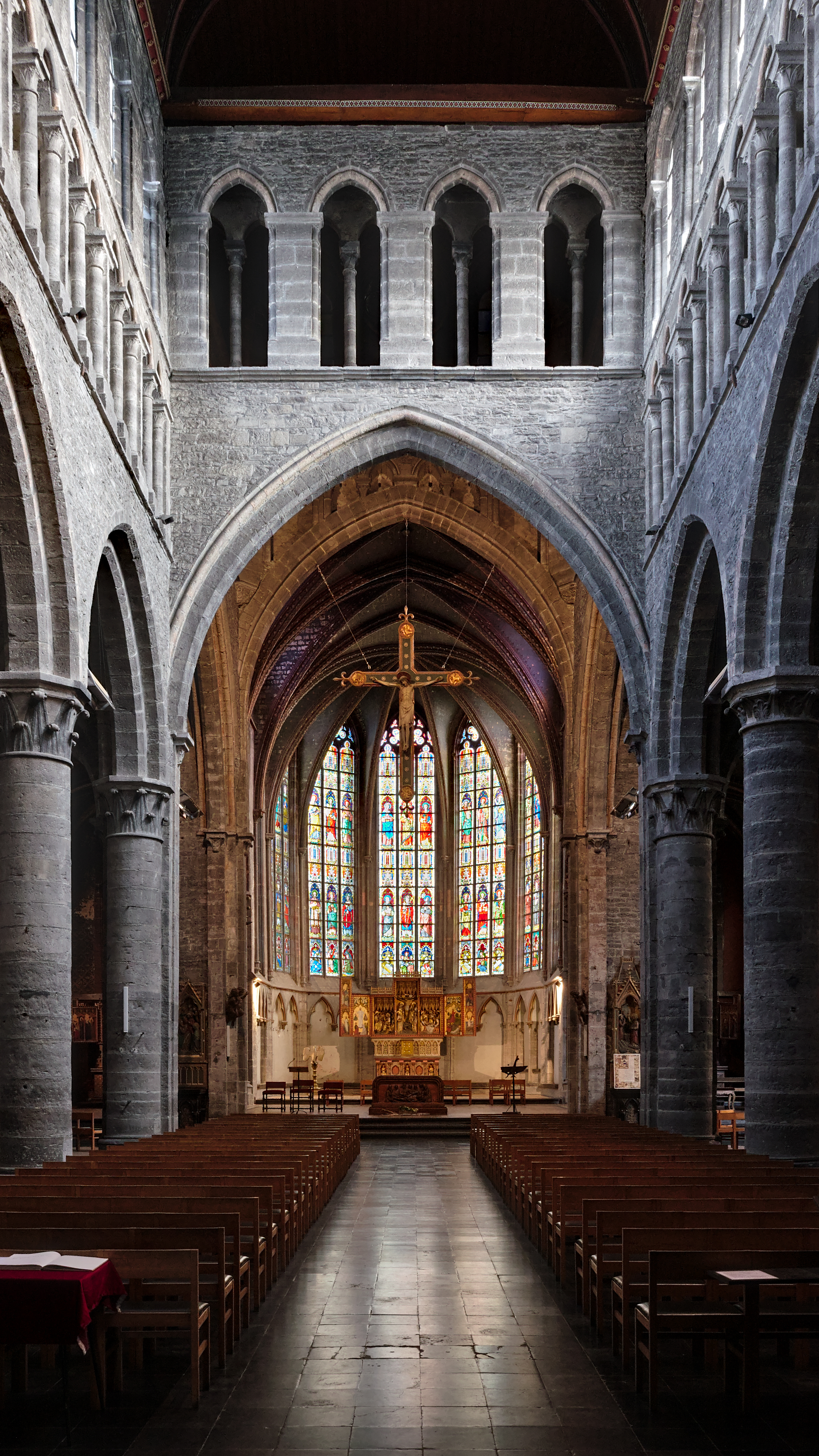
Intérieur de l'église

Les architecture et mobilier présentant un intérêt réel concernent les éléments suivants :

### Architecture
- les colonnes
- les voûtes et ses anges musiciens
- les pierres funéraires

### Mobilier
- le maître-autel
- le buffet d'orgue exceptionnel (1753)

### Orgue
L'église Saint-Jacques dispose d'un orgue dont le buffet, de style Louis XV, est remarquable (l'instrument lui-même est plus récent). Au XXe siècle, il a eu pour titulaire le compositeur Abel Debourle (1899-1990).

## Artistes liés à l'église
Liste chronologique des artistes ayant travaillé à l'église Saint-Jacques, ou dont une œuvre se trouve dans l'église.
- Jules Helbig (1821-1906), peintre
- Arthur Verhaegen (1847-1917), vitrailliste

## Vie paroissiale
- Messe tous les dimanches à 9 h.
- L'église est ouverte la journée, période pendant lesquelles les fidèles peuvent venir prier.